# Кузьмович Ольга
Ольга Шепарович (24 листопада 1917, Львів — 7 березня 2012, Нью-Йорк), у шлюбі Кузьмович, псевдонім О-ка — українська журналістка, письменниця, громадська діячка, голова Спілки українських журналістів Америки.

## Біографія
Вивчала журналістику у Варшаві, співпрацювала з редакціями видань «Діло», «Дорога», Українським видавництвом (1942–1945).
1944 — еміґрувала до Австрії, потім до США (1947), де оселилася спочатку в Ньюарку, потім у Бабилоні. Працювала в редакції «Свободи» (1951–1968), редагувала пластові журнали «Юнак» (з 1968), «Пластовий шлях» (1980–1984), «Наш голос» (2001–2003). 1976 року була обрана головою Спілки українських журналістів Америки.

## Творчість
Авторка збірки нарисів, спогадів і коментарів «Про це і те» (2003), «Про вчора і сьогодні» (2003).

### Твори
- Кузьмович О. Повернення Миколи Понеділка додому // Понеділок М. Казка недоказана моя. — К. : Вид-во імені Олени Теліги, 2003. — Т. 1. — 352 с.